# Alva (Schottland)
Alva (schottisch-gälisch Allmhagh Beag oder Ailbheach (felsig)) ist eine Stadt in der schottischen Council Area Clackmannanshire. Alva ist etwa acht Kilometer nordöstlich von Stirling und drei Kilometer nördlich von Alloa am Fuß der Ochil Hills gelegen und gehört zu den Hillfoots Villages. Der Forth fließt wenige Kilometer, der Devon wenige Hundert Meter südlich. Alva ist durch die A91 an das Straßennetz angeschlossen. Im Jahre 2011 verzeichnete Alva 4773 Einwohner.

## Geschichte
Historisch war die Textilherstellung ein bedeutender Wirtschaftszweig in Alva und trug wesentlich zu seiner Entwicklung bei. Hierbei nutzten die Betriebe die zahlreichen Gebirgsbäche entlang der Hänge der Ochils zur Energieerzeugung. So wurden dort seit dem 16. Jahrhundert Tweed, Tartans und Strickwaren produziert. In den 1880er Jahren arbeiteten acht Spinnereien in Alva.
Alva war einst eine Exklave von Stirlingshire, wurde aber 1891 an Clackmannanshire übertragen.

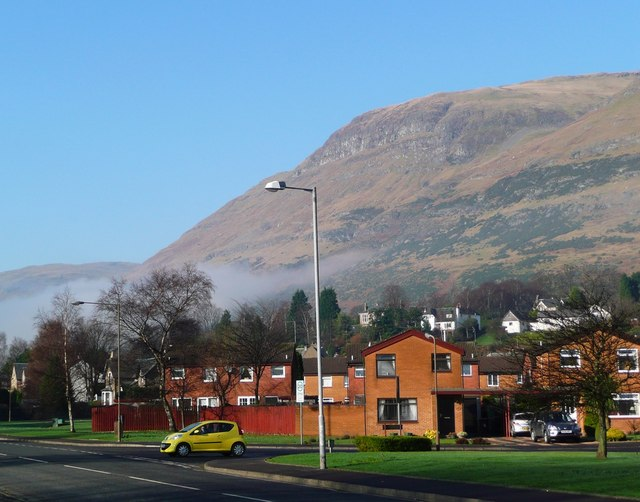
Alva
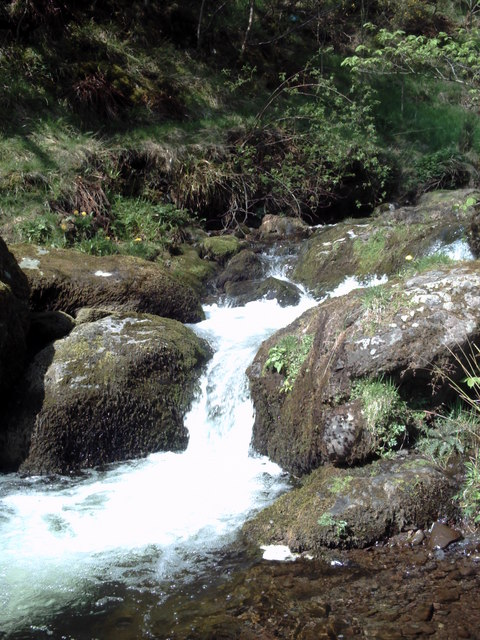
Der Alva Burn vor Alva
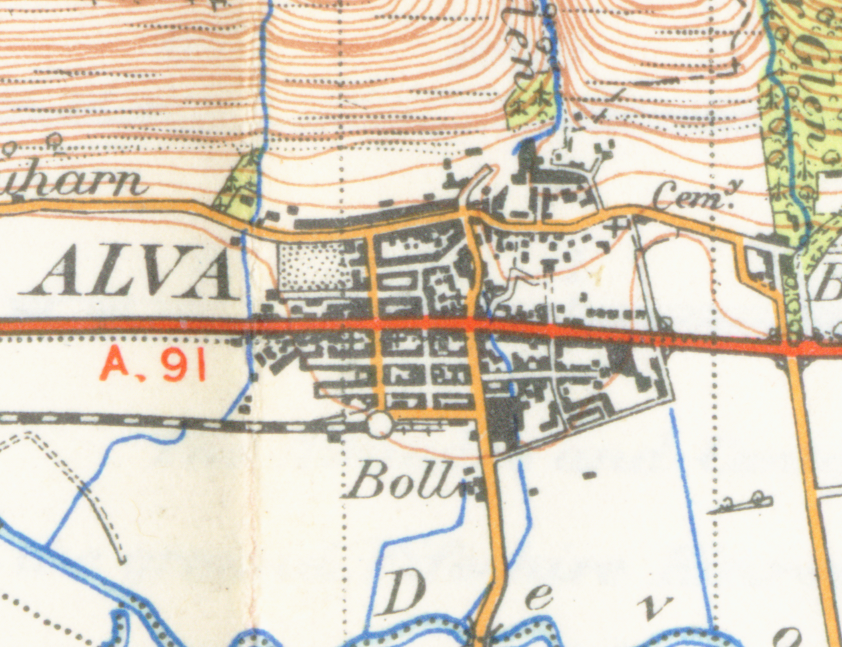
Alva im Jahre 1945

## Persönlichkeiten
- Robert Erskine (1677–1718), Leibarzt von Peter I.
- Charles Erskine, Lord Tinwald (1680–1763), Jurist, Richter und Politiker
- Billy Hunter (1885–1937), schottischer Fußballspieler und -trainer
- Archie McPherson (1910–1969), Fußballspieler und -trainer